# Marcelin Flandrin
Pour les articles homonymes, voir Flandrin.
Marcelin Flandrin, né le 19 septembre 1889 à Bône en Algérie et mort le 18 juin 1957 à Casablanca au Maroc, est un photographe français.

## Biographie
Marcelin Flandrin s'installe au Maroc dès 1911 et y effectue son service militaire comme volontaire en 1912. C'est un photographe de profession et il sert alors dans le Service photographique de l'Armée : au cours de la Guerre du Rif, il réalise une série de reportages. Avec la Première Guerre mondiale il sert dans l'armée de l'air et termine la guerre comme observateur aérien, ramenant des clichés aériens des combats.
Démobilisé, il s'installe à Casablanca et immortalise cette ville en pleine évolution entre 1921 et 1930 (Il édite en 1928 un album intitulé Casablanca de 1889 à nos jours). Il publie en 1921 dans L'Illustration des clichés d'un voyage aérien entre Casablanca et la France. En 1922 il illustre pour l'exposition coloniale de Marseille le pavillon du Maroc. Ses photos sont publiées pour illustrer le Maroc dans l'ouvrage Nordafrica (1924) aux côtés de celles de Rudolf Lehnert. En 1926 il couvre le voyage officiel du sultan du Maroc en France. Flandrin a contribué à créer le stéréotype de la prostituée « arabo-africaine », d'apparence exotique (pour l'œil européen), seins nus et vêtue d'une robe ou d'un kaftan ; dans ce domaine, la plupart des photographies ont été soigneusement mises en scène plutôt que prises spontanément. Marcelin Flandrin fut aussi l'un des plus importants éditeurs de cartes postales du Maroc. Il fut également le premier à pratiquer la photographie aérienne au Maroc.

## Publications

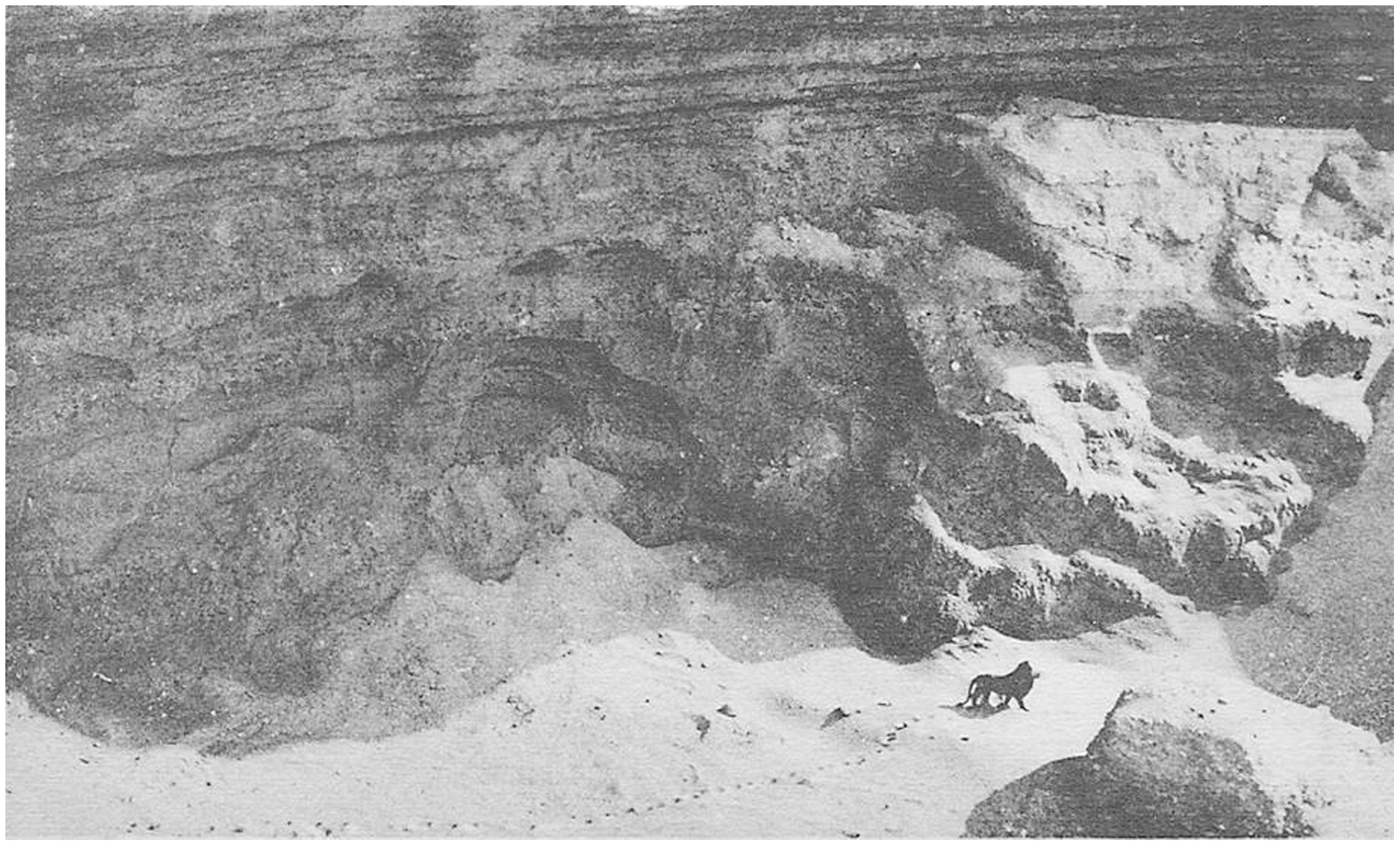
Dernière photographie d'un lion de l'Atlas sauvage, prise en 1925 par Marcelin Flandrin depuis un vol Casablanca-Dakar.

- Casablanca de 1889 à nos jours. Album de photographies rétrospectives et modernes montrant le développement de la ville, texte de Joseph Goulven, Casablanca, Éditions photographiques Mars, 102 p.

Rééditions : 
- Casablanca rétro, Casablanca, Éditions Serar, 1988, 102 p.
- Casablanca : de 1889 à nos jours, Rabat, Robert Letan, 2003, 103 p.  (ISBN 9981-112-08-9).